# 鹿児島実業高等学校
鹿児島実業高等学校（かごしまじつぎょうこうとうがっこう 英語: Kagoshima Jitsugyō High School）は、鹿児島県鹿児島市五ケ別府町にある私立高等学校。学校法人川島学園が運営している。通称は「鹿実」（かじつ）、「実業」（じつぎょう）。全日制のみの全校生徒数は1,500人。

## 歴史
- 1916年10月19日 - 私立鹿児島実業中学館を西千石町に創立 。
- 1917年2月24日 - 私立鹿児島実業学校設立認可（商業科）。
- 1917年4月1日 - 西田町（当時、現在は城西二丁目となっている区画）に移転（後にかごしま環境未来館が建設された土地）。
- 1920年4月1日 - 工業科を増設し機械科、建築科、土木科、家具科、美術工芸科の5科に分ける。
- 1926年1月21日 - 夜間商業本科、認可を受ける。
- 1926年6月14日 - 夜間工業本科、認可を受ける。
- 1947年12月19日 - 財団法人川島学園設立認可。
- 1948年4月1日 - 鹿児島実業高等学校と改称し、附属鹿児島中学校を併設する。高等学校は本科別科に分かれ、本科は普通科（昭和27年に募集停止）、商業科、 機械科、土木科、建築科（昭和28年に募集停止）の5科を置く。
- 1948年6月23日 - 財団法人川島学園鹿児島実業高等学校開校認可（全日制・定時制）。
- 1951年2月27日 - 学校法人川島学園認可。
- 1960年4月1日 - 電気科新設。
- 1964年4月1日 - 川内市（現・薩摩川内市）隈之城町に川内分校新設（現・れいめい高等学校）。
- 1976年4月1日 - 定時制廃止
- 1977年4月1日 - 普通科設置。
- 1993年4月1日 - 情報工学科設置。
- 1995年4月1日 - 現在地に移転。
- 1995年4月1日 - 文理科設置、女子生徒募集開始（文理、普通、情報工学、商業科）。
- 1999年4月1日 - 総合学科設置。
- 2000年4月1日 - 機械科・電気科・土木科・女子生徒募集（全学科）。通信制設置。
- 2003年4月1日 - 文理科・普通科・情報工学科・商業科・機械科・電気科・土木科・総合学科を文理科・普通科・総合学科に改組、2学期制に移行、制服改定。
- 2012年4月1日 - 普通科進学コースをキャリアデザインコースに改組、3学期制に移行。

## 設置学科
- 文理科
  - 文理コース
  - 英数コース
- 普通科
  - 選抜コース
  - キャリアデザインコース
- 総合学科
  - 公務員系列
  - 進学系列
  - マルチメディア系列
  - 情報ビジネス系列
  - 電気系列
  - 機械系列
  - 自動車系列
  - 環境土木系列
  - スポーツ科学系列
  - こども学系列

## 校訓と教育指針

### 校訓
- 不屈不撓

川島学園統一の校訓。建学の精神にあたる。

### 教育指針
- 誠実一貫
- 静心無言

鹿児島実業高校独自の指針で、校訓にあたる。

### 校風
- 学校への来客や教員に対し、部活生・一般生関係なく生徒は一度立ち止まり、礼をする。毎日全体朝礼があり、月曜日は学園の言葉を生徒会長が中心となって、全校生徒で唱和する。冬場の月曜朝礼では学生服やブレザーの上着、ベストやセーターを脱ぐように指導される。
- 毎朝8時に国旗掲揚、午後4時55分に国旗降納がある（短縮授業の場合は時間が異なる）。ともに応援団部が行っており、その際は全校生徒が国旗に注目し、終了後は一礼をする。
- 制服はコムサ・デ・モード・スクールレーベルが使用されている。
- 毎月15日に「克己の日」を定めており、日頃の感謝と自分への鍛錬の日としている。また、その日の弁当は生徒全員、日の丸弁当を食する習慣があり、学校の弁当売り場も日の丸弁当しか販売されない。
- 毎月漢字の書き取りテストがある。レベルは漢検準2級〜2級程度で、3年間を通して100点を取った者は年度末の校内授賞式で表彰される。[1]
- 入学式、卒業式では白の詰襟と制帽、校訓と校章入りの腕章を着用した「儀衛生」によって校旗が掲げられる。[2]「儀衛生」は式典開始時に3人一組になって行進しながら入場し、以降は式中盤の交代式を除いて式典が終わるまで休めの姿勢で舞台袖に立哨し、不動のまま校旗を掲げる。その後式典終了時に行進しながら退場する。

## 部活動

### サッカー部
全国屈指のサッカー名門校であり多くの日本代表選手や年代別代表、Jリーガーを輩出している。最高成績は全国優勝。

### 野球部
定岡正二らを輩出した野球部は1996年春（第68回）にて初優勝を果たしている。

### 陸上部
男子の陸上部は全国高校駅伝出場44回を誇り、2010年に行われた第61回大会で初優勝を飾った。

### 女子バレーボール部
女子バレーボール部は春の高校バレーに2回出場（第75回、第77回）をしている。高校総体に1回出場している（2024年）。
また剣道部、新体操部、ラグビー部などの強豪校としても知られている。男子新体操部は、鹿児島市の「鹿児島観光コンベンション協会」に協力、2018年より観光PR動画に出演している。

## 著名な出身者

### 政治家
- 上林山栄吉（衆議院議員、国務大臣防衛庁長官）
- 小泉純也（衆議院議員、国務大臣防衛庁長官）
- 現王園孝昭（埼玉県北本市長）
- 米山恒治（衆議院議員、鹿児島県議会議長）

### サッカー選手
- 梶居勝志（元松下電器、ガンバ大阪強化部長）
- 慶越雄二（元U-18日本代表GKコーチ）
- 片野坂知宏（元大分トリニータ、元ガンバ大阪監督）
- 前田浩二（元ガイナーレ鳥取監督）
- 前園真聖（元日本代表）
- 藤山竜仁（元コンサドーレ札幌、現FC東京普及部コーチ）
- 野見山秀樹（元ガンバ大阪）
- 城彰二（元日本代表・98WC出場）
- 遠藤彰弘（元ヴィッセル神戸　元日本代表・アトランタ五輪代表）
- 平瀬智行（元ベガルタ仙台　元日本代表）
- 遠藤保仁（元ガンバ大阪→ジュビロ磐田　日本代表･06WCメンバー　10・14WC出場）
- 田畑輝樹（元アルビレックス新潟　元ビーチサッカー日本代表･07・08・09・11・13・15・17・19WC出場、現ビーチサッカー日本代表コーチ/代行監督兼務）
- 恒松伴典（元アルビレックス新潟）
- 椎原拓也
- 那須大亮（元ヴィッセル神戸 元アテネ五輪代表、 YouTuber）
- 松井大輔（元Y.S.C.C.横浜 元日本代表 10WC出場）
- 久留貴昭（元V・ファーレン長崎）
- 田原豊（元サムットソンクラームFC）
- 上本大海（元鹿児島ユナイテッドFC）
- 諏訪園一吉
- 萩原達郎（元愛媛FC）
- 赤嶺真吾（元FC琉球）
- 松下年宏（元鹿児島ユナイテッドFC）
- 登尾顕徳（鹿児島ユナイテッドFC・GM）
- 柳崎祥兵（元鹿児島ユナイテッドFC）
- 伊野波雅彦（元南葛SC）元日本代表
- 岩下敬輔（元サガン鳥栖）元日本代表
- 赤尾公（元鹿児島ユナイテッドFC）
- 西岡謙太（元鹿児島ユナイテッドFC）
- 谷口功（元鹿児島ユナイテッドFC）
- 阪本一仁（元FC岐阜）
- 山之内優貴（元アルビレックス新潟シンガポール）
- 福島立也（元ヴェルスパ大分）
- 井上黎生人（浦和レッズ）
- 大南拓磨（OHルーヴェン）

### 野球選手
- 政野岩夫（中本政夫） - 元南海・近畿日本
- 長島甲子男 - 元名古屋・中部日本・中日ドラゴンズ→急映フライヤーズ
- 東条文博 - 元南海ホークス→サンケイアトムズ・アトムズ・ヤクルトアトムズ・ヤクルトスワローズ→ロッテオリオンズ
- 川畑和人 - 元東京オリオンズ・ロッテオリオンズ→中日ドラゴンズ→広島東洋カープ→阪急ブレーブス
- 定岡智秋 - 元南海ホークス
- 定岡正二 - 元読売ジャイアンツ
- 定岡徹久 - 元広島東洋カープ→日本ハムファイターズ
- 鹿島忠 - 元中日ドラゴンズ
- 栄村忠広 - 元読売ジャイアンツ→オリックスブルーウェーブ
- 入来智 - 元近鉄バファローズ→広島東洋カープ→近鉄バファローズ→読売ジャイアンツ→ヤクルトスワローズ
- 林博康 - 元ロッテオリオンズ・千葉ロッテマリーンズ
- 内之倉隆志 - 元福岡ダイエーホークス
- 内薗直樹 - 元読売ジャイアンツ→西武ライオンズ
- 下窪陽介 - 元横浜ベイスターズ
- 杉内俊哉 - 元福岡ダイエーホークス・福岡ソフトバンクホークス→読売ジャイアンツ
- 本多雄一 - 元福岡ソフトバンクホークス
- 伊集院峰弘 - 元読売ジャイアンツ
- 横田慎太郎 - 元阪神タイガース
- 野田昇吾 - 元埼玉西武ライオンズ、現・競艇選手
- 井上剣也 - 中日ドラゴンズ
- 味園博和 - 元社会人野球選手、現千葉ロッテマリーンズブルペン捕手
- 久保克之 - 元硬式野球部監督

### ラグビー選手
- 徳重元気（ラグビー選手）
- 小瀧尚弘（ラグビー選手）
- 川向瑛（ラグビー選手）
- 桑山聖生（ラグビー選手）
- 濱島悠輔（ラグビー選手）
- 桑山淳生（ラグビー選手）
- 中村亮土（ラグビー選手、ラグビーワールドカップ2019年日本代表）

### 陸上選手
- 大野龍二（アテネオリンピック男子陸上競技日本代表）
- 武田国拓（ウルトラマラソン）
- 市田孝（陸上選手）
- 市田宏（陸上選手）

### その他スポーツ
- 木山仁（極真空手元世界チャンピオン）
- 諏訪剛（柔道家）
- 浅井未来（プロウェークボードライダー、通信制）
- 永島俊（フットサル日本代表選手）
- 薩洲洋康貴（元大相撲力士、現・12代立田山）
- 下村佳輝（プロボクサー、第70回全日本スーパーフェザー級新人王）

### 芸能
- すわ親治（芸人）
- 松元ヒロ（芸人）
- 竹之内雄太（お笑い芸人、ビューティーメーカー）
- 浪花ゆうじ（俳優）
- 辰巳佳太（俳優）
- 入来茉里（タレント）
- 美坂理恵（南日本放送アナウンサー）
- 三遊亭歌実（落語家）
- 瀬戸口心月　(乃木坂46)

### その他
- 中島徳博（漫画家）
- ジミー橋口（実業家）

## 交通

### スクールバス
- JR九州新幹線、鹿児島本線、指宿枕崎線「鹿児島中央駅」西口よりスクールバスが運行されており、学校内に直接乗り入れている。

### 鉄道
- 最寄駅は鹿児島本線広木駅徒歩約35分